# Himantoglossum formosum
Himantoglossum formosum là một loài thực vật có hoa trong họ Lan. Loài này được (Steven) K.Koch mô tả khoa học đầu tiên năm 1849.